# Castello di Belvoir

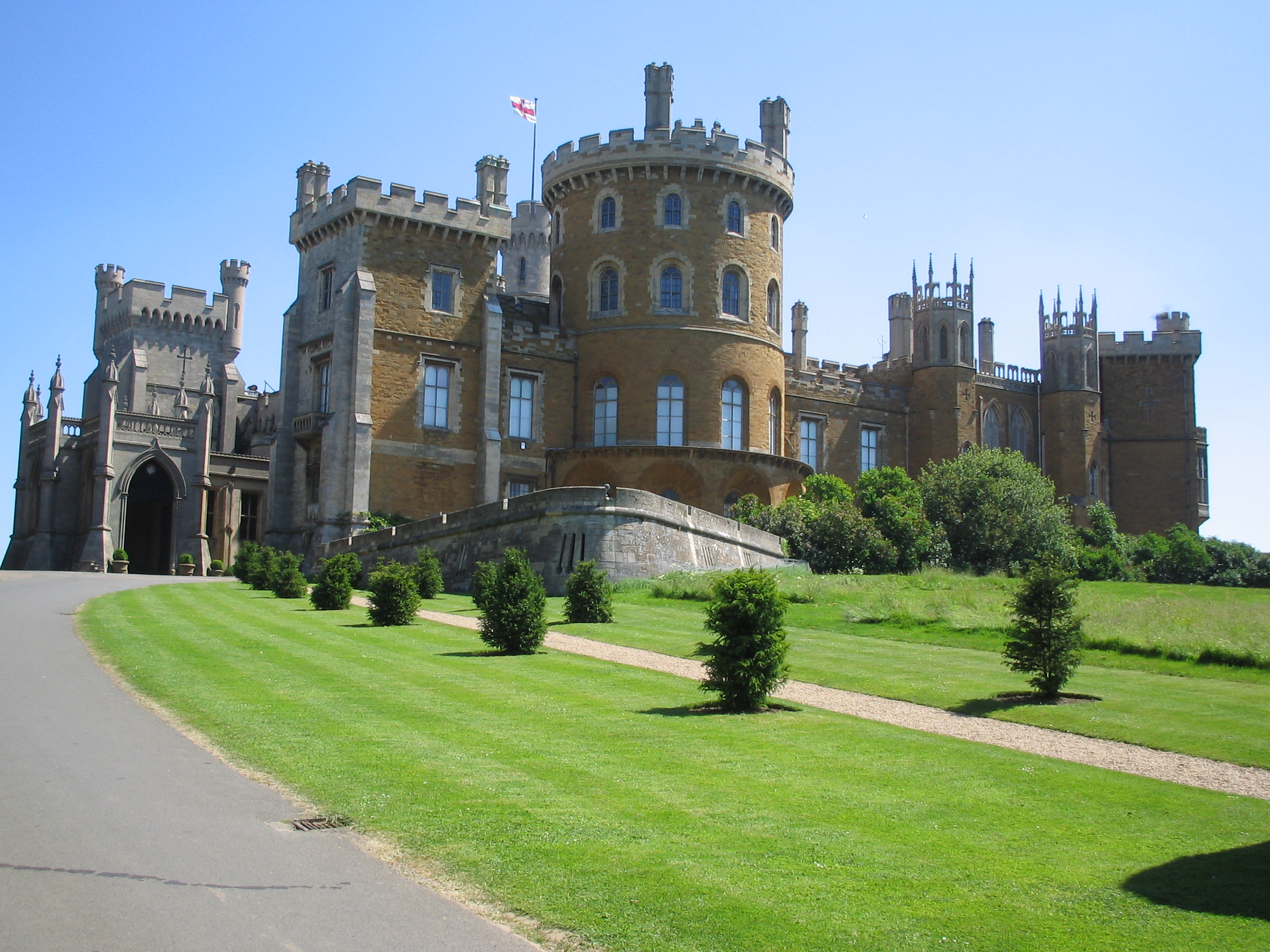
Il castello di Belvoir, nel Leicestershire.

Il castello di Belvoir (in inglese: Belvoir Castle, pronunciato Beaver ), è una casa signorile inglese, nella contea di Leicestershire, affacciata sulla Valle di Belvoir.
Il castello è vicino a diversi villaggi, tra cui Redmile, Woolsthorpe, Knipton, Harston, Harlaxton, Croxton Kerrial e Bottesford, e la città di Grantham. John Leland scrisse nel XVI secolo che il "castello sorge sulla nuca di una collina alta, ripida fino a tratta, in parte per natura, in parte per opera delle mani degli uomini".
Un’ala del castello è ancora usata come residenza della famiglia Manners e rimane la sede dei duchi di Rutland, la maggior parte dei quali sono sepolti nel mausoleo che si trova nel giardino.

## Castello

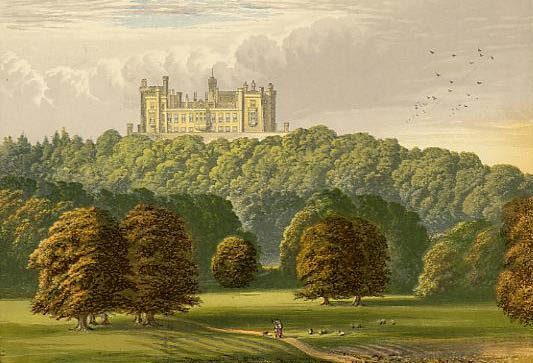
Il castello di Belvoir in una stampa del 1880

Originariamente sorgeva un castello di origine normanne sulle alture di questo luogo. Durante la guerra civile inglese, è stata una delle roccaforti più importanti dei sostenitori del re. E alla fine passò nelle mani dei duchi di Rutland, e in seguito a un incendio, fu ricostruito dalla moglie del V duca, a cui si deve il suo aspetto attuale, in stile gotico. L'architetto James Wyatt, era il principale responsabile di questa ristrutturazione, e il risultato è un edificio che ha una somiglianza superficiale di un castello medievale, che ricorda la torre centrale del castello di Windsor.
Belvoir fu un maniero reale fino a quando   
fu concesso a Robert, I barone de Ros nel 1257. Quando la famiglia si estinse nel 1508, il maniero e il castello passò a George Manners, che lo ereditò attraverso sua madre. Egli fu creato conte di Rutland nel 1525, e John Manners, I duca di Rutland e fu creato Duca di Rutland nel 1703. Così Belvoir Castle fu la casa della famiglia Manners per cinquecento anni, e sede dei duchi di Rutland per oltre tre secoli.
Il castello è aperto al pubblico e contiene numerose opere d'arte. I punti salienti del tour sono le stanze  sontuose, la più famosa delle quali è il Salone Elisabetta (dal nome della moglie del V duca), la Galleria Reggenti e la sala da pranzo di Stato in stile rinascimentale italiano. Offre una vasta gamma di attività all'aria aperta - tiro, pesca, escursioni in quad. Durante tutto l'anno sono ospitate pecore, anatre e mostre canine.

## Uso attuale
Un’ala del castello è ancora usata come casa di famiglia. Il nome del castello significa bella vista.
Diversi film e programmi televisivi l'hanno utilizzata come location, in particolare il film Il piccolo Lord con protagonista Rick Schroder, nel ruolo del piccolo Ceddie Errol, e Sir Alec Guinnes  nel ruolo del Conte di Dorincourt. Il castello è stato usato come luogo anche per il film Fumo di Londra e per Il Codice Da Vinci (ha rappresentato Castel Gandolfo, residenza estiva del Papa). 
 
Era anche presente nel film del 1985 Piramide di paura interpretato da Nicholas Rowe e Alan Cox. 
Nel settembre 2007, è stato utilizzato come luogo per il film The Young Victoria e nel 2015 per Una notte con la regina. È stato anche il luogo per la nota serie tv "The Crown". 
Il castello ospita Belvoir Fireworks, festival annuale di pirotecnici e fuochi d'artificio che si svolge a metà agosto e il Belvoir Cricket Club.